# Heinz Neumann
Heinz Neumann ( 1953 -) es un botánico austríaco, que ha trabajado taxonómicamente con Orchidaceae, específicamente con el género GymnadeniaR.Br.
En 2005, defendió su PhD en bioquímica, en la Universidad Eberhard-Karls- Tuebingen y de la Universidad de Lausana, con la supervisor del Prof. Dr. Andreas Mayer: “Structure and function of the VTC complex of S. cerevisiae”.

## Algunas publicaciones
- Neumann h, Wang k, Davis l, Garcia-Alai m, Chin j w. 2010. Encoding Multiple Unnatural Amino Acids via Evolution of a Quadruplet Decoding Ribosome. Nature advanced online publication 14 feb 2010 (DOI:10.1038/nature08817)

- ----------------, Slusarczyk a l, Chin j w. 2010. De novo generation of mutually orthogonal aminoacyl-tRNA synthetase/tRNA pairs. J Am Chem Soc 132, 2142-44

- ----------------, Hancock s, Buning r, Routh a, Chapman l, Somers j, Owen-Hughes t, van Noort j, Rhodes d, Chin j w. 2009. A method for genetically installing site-specific acetylation in recombinant histones defines the effects of H3 K56 acetylation. Mol Cell 36,153-63

- ----------------, Peak-Chew s y, Chin j w. 2008. Genetically encoding N(epsilon)-acetyllysine in recombinant proteins. Nat Chem Biol 4, 232-4

- ----------------, Hazen j l, Weinstein j, Mehl r a, Chin j w. 2008. Genetically encoding protein oxidative damage. J Am Chem Soc 130, 4028-33

- Wang k, Neumann h, Peak-Chew s y, Chin j w. 2007. Evolved orthogonal ribosomes enhance the efficiency of synthetic genetic code expansion. Nat Biotechnol 25, 770-7

### Libros
- 2005. Structure and function of the Vtc complex of S. cerevisiae. Ed. Eberhard-Karls-Universität. 93 pp.

## Honores[3]
- 2009, beca Emmy-Noether, de la "German Research Foundation" (DFG)

- 2006 – 2009, becario Career Development, del Medical Research Council

- 1998 – 2000, galardonado con una beca de estudio de „Studienstiftung des deutschen Volkes“.

- 1998, galardonado con el “Premio Anton-Keller”, de la Universidad Técnica de Darmstadt, por la excelente performance en los exámenes intermedios

- La abreviatura «H.Neumann» se emplea para indicar a Heinz Neumann como autoridad en la descripción y clasificación científica de los vegetales.[4]